# Contrabbasso elettrico
Il contrabbasso elettrico (electric upright bass, spesso abbreviato in EUB, o stick bass in inglese) è una versione amplificata elettronicamente del contrabbasso. Ha un corpo molto ridotto, permettendo un peso limitato. Nonostante le sonorità assomiglino a quelle del contrabbasso, l'amplificazione artificiale gli conferisce un suono diverso, talvolta simile a quello del basso elettrico.

## Storia
La prima produzione di contrabbassi elettrici è iniziata nella metà degli anni trenta da Regal, Vega e Rickenbacker. Negli anni trenta e quaranta, comunque, nessun trasduttore o amplificatore era adatto a riprodurre adeguatamente né i contrabbassi elettrici né gli altri bassi e chitarre elettriche per via delle tonalità basse da riprodurre. Rispetto ad altri archi elettrici, il contrabbasso elettrico è quello più diffuso, per via del maggiore risparmio di peso e di spazio.